# Свати (телесеріал)
«Свати» (рос. Сваты) — український російськомовний комедійний телесеріал, вироблений в Україні студією «Квартал 95» із залученням російських акторів. У центрі сюжету — родина Будьків із села та родина міських інтелігентів Ковальових, яких об'єднує онука Женя.
Прем'єра 2-серійного 1-го сезону під назвою «Свати» відбулася 28 грудня 2008 року на Інтері (Україна) та 16 грудня 2009 року на Росія-1 (Росія). Прем'єра 2-серійного другого сезону під назвою «Свати 2» відбулася 10 листопада 2009 року на Інтері (Україна) та 17 грудня 2009 року на Росія-1 (Росія). Прем'єра 12-серійного 3-го сезону під назвою «Свати 3» відбулася 11 листопада 2009 року на Інтері (Україна) та 18 грудня 2009 року на Росія-1 (Росія). Прем'єра 16-серійного 4-го сезону під назвою «Свати 4» відбулася 15 листопада 2010 року на Інтері (Україна) та 22 листопада 2010 року на Росія-1 (Росія). Прем'єра 16-серійного 5-го сезону під назвою «Свати 5» відбулася 5 грудня 2011 року на Інтері (Україна) та 19 грудня 2011 року на Росія-1 (Росія). Прем'єра завершального 16-серійного 6-го сезону під назвою «Свати 6» відбулася 11 березня 2013 року на «1+1» (Україна) та 1 жовтня 2013 року на Росія-1 (Росія).
З листопаду 2017 року по червень 2019 року всі шість сезонів серіалу були заборонені до показу в Україні, оскільки в серіалі знімалися російські актори з «Переліку митців-українофобів, які створюють загрозу нацбезпеці України», які зробили публічні антиукраїнські заяви що підривали суверенітет України та/або порушили державний кордон України.
З 19 по 21 липня 2021 року канал 1+1 почав показ російськомовного серіалу «Свати» з українським дубляжем, оскільки 16 липня 2021 року набрали чинності положення закону про українську мову, що зобов'язували канали транслювати 100 % фільмів та серіалів з українськомовною аудіодоріжкою. 22 липня 2021 року представники 1+1 заявили, що не виконуватимуть цей закон, та відмовляються дублювати іншомовні фільми українською. Того ж дня канал продовжив транслювати серіал «Свати» російською мовою[⇨].
Прем'єра 9-серійного 7-го сезону відбулася 20 грудня 2021 року на «1+1».
З 24 лютого 2022 року усі 7 сезонів були остаточно заборонені до показу на всій території України.

## Виробництво
Ідея та сценарій серіалу належить студії «Квартал-95». Виробництвом першого сезону серіалу займалася кінокомпанія Київфільм за участі телеканалу ICTV. Виробництвом 2 сезону серіалу займалася «Інтер Медіа Продакшн» за участі Студії «Квартал-95» та кінокомпанії Київфільм. Виробництвом 3—5 сезонів серіалу займалася «Інтер Медіа Продакшн» за участі Студії «Квартал-95» та кінокомпанії Київфільм. Виробництвом 6-го сезону серіалу займалася Студія «Квартал-95».
У Білорусі у 2017 році розпочалися зйомки 7-го сезону серіалу, й навіть було відзнято трохи матеріалу, але у зв'язку зі скандалом через антиукраїнські заяви акторів серіалу зйомки 7-го сезону було тоді призупинено й не завершено. У січні 2020 року зйомки 7 сезону у Білорусі було поновлено.

## Знімальна група
Автори ідеї:
- Володимир Зеленський (1—6)
- Борис Шефір (1—6)
- Сергій Шефір (1—6)
- Андрій Яковлєв (1—7)

Виконавчий продюсер:
- Тарас Гаврилюк (1—4)

Продюсери:
- Олександр Богуцький (1)
- Володимир Зеленський (1—6)
- Борис Шефір (1—7)
- Сергій Шефір (1—6)
- Андрій Яковлєв (1—7)
- Сергій Созановський (2—6)

Автори сценарію:
- Андрій Ільков (1—7)
- Юрій Микуленко (1, 3—6)
- Михайло Савін (1—7)
- Тимофій Саєнко (1, 3—6)
- Андрій Яковлєв (1—7)
- Юрій Пойманов (3—6)
- Олексій Акимов (1—3)
- Олексій Жиленков (3—7)
- Олександр Брагін (4—5)
- Андрій Авсеюшкин (4, 7)
- Дмитро Козлов (5)
- Олексій Жук (5—7)
- Дмитро Григоренко (5)
- Юрій Костюк (5)
- Андрій Нестеров (7)

Режисери:
- Андрій Яковлєв (1—7)
- Юрій Морозов (1)

Оператори:
- Ігор Щербаков (2—5 сезони)
- Юрій Козаков (1)

Композитори:
- Артем Бобровник (1—3, 6)
- Олександр Удовенко (2—6)
- Роман Дудчик (1—3)
- Дмитро Гарбуз (1-4)

## У ролях
- Андрій Бірін — Джек (6—7)
- Людмила Артем'єва — Ольга Миколаївна Ковальова (1—7)
- Анатолій Васильєв — Юрій Анатолійович Ковальов (до 4 сезону)
- Тетяна Кравченко — Валентина Петрівна Будько (1—7)
- Федір Добронравов — Іван Степанович Будько (1—7)
- Уляна Іващенко — Євгенія Максимівна Ковальова (1—2);
- Софія Стеценко — Євгенія Максимівна Ковальова (з 3-го по 4 сезон, мюзикл);
- † Володимир Турчинський — Динаміт (1 сезон)
- Денис Роднянський — Максим Юрійович Ковальов (1 сезон);
- Інна Корольова — Марія Іванівна Ковальова (до шлюбу — Будько) (1—2, 4—7)
- Олександр Невзоров — Льоша, син Люби, друг Жені (3, 5—6)
- Олексій Дмитрієв — охоронець (1)
- Станіслав Дяченко — продавець у тютюновій крамничці (в титрах не вказано)
- Марина Сердешнюк — Катерина Олександрівна Беркович (5—7)
- Анна Кошмал — Євгенія Максимівна Ковальова (5—7);
- Олександр Феклістов — Олександр Олександрович Беркович (4—7)
- Денис Шепотиник — Кирило Арсєнтьєв
- Костянтин Чорнокрилюк — Микита Максимович Ковальов
- Анна Поліщук — Вікторія Максимівна Ковальова
- Микола Добринін — Дмитро Олександрович Буханкін (Мітяй) (3—7)
- Олеся Желєзняк — Лариса Викторівна Буханкіна (4—7)
- Семен Фурман — Євген Борисович Жук (3, 5—7)
- Олександр Ігнатуша — Олексій Олексійович (3, 5—7)
- Маргарита Шубіна — Любов Георгіївна Петрова

- Михайло Трухін — Палич
- Дмитро Сова — Андрій Дмитрович Буханкін, син Митяя від першого шлюбу, хрещеник Івана Будько (сезон 3)
- Галина Опанасенко (сезон 6) — Микитична (сезони 3, 5-6)
- Олег Комаров — Валентин Сергійович Подкопаєв, «Валик-Тюменець», бригадир бурової бригади, аферист (сезони 4, 6)
- Олеся Жураковська — Ксенія Павлівна, бізнес-леді (сезони 4-6)
- Валерій Гур'єв — Павло Валентинович, товариш по службі Івана, колишній десантник, депутат Ялтинської міської думи (сезони 4, 6)
- Сергій Кучеренко — Айріс, товариш по службі Івана, колишній десантник (сезони 4, 6)
- Сергій Бойко — Георгій, товариш по службі Івана, колишній десантник (сезони 4, 6)
- Іван Добронравов — міліціонер, який затримує Івана Будько (сезон 4, серія 4)
- Ганна Саліванчук — Гера (Катерина), співачка-початківець (сезон 4, серія 10)
- Сергій Сєров — Георгій Крутоголов (Гоша), учасник конкурсу на найкращий готель (сезон 4, серія 16)
- Ірина Сєрова — Ніна Крутоголова, дружина Гоші (сезон 4, серія 16)
- Дарина Лобода — Зоя Михайлівна Беркович, колишня дружина Олександра Олександровича, мати Каті (сезони 5—7)
- Еммануїл Віторган — Олександр Анатолійович Беркович, батько Берковича-молодшого (сезон 5)
- Олена Сафонова — Елеонора Леонідівна Беркович, друга дружина Олександра Анатолійовича (сезон 5)
- Ніна Касторф — Маргарита (Марго), подруга Ольги Миколаївни, співробітник інституту культури (сезони 6-7)
- Тетяна Васильєва — Вікторія Вікторівна, мати Лариси Буханкіної (сезон 6, серія 10)
- Володимир Виноградов — Сергій Петрович, бізнесмен (сезон 6, серія 13)
- Ахтем Сейтаблаєв — Мурат Владиленович, господар готелю (сезон 6, серія 16)
- Ірина Томська — дружина директора курорту (сезон 6, серія 15,16)
- Олег Комаров — бізнесмен (сезон 4,6 серія

## Український дубляж
Усі 6 сезонів серіалу Свати було дубльовано студією «1+1» у 2021 році.
З 19 по 21 липня 2021 року телеканал 1+1 почав показ серіалу «Свати» з українським дубляжем, оскільки 16 липня 2021 року вступили окремі положення закону про українську мову як державну як зобов'язують телеканали транслювати 100 % своїх фільмів та серіалів з українськомовною аудіодоріжкою. Однак вже 22 липня 2021 року представники телеканалу 1+1 заявили що не будуть виконувати норми мовного закону та відмовляються дублювати іншомовні фільми українською й відповідно 22 липня 2021 року телеканал почав транслювати серіал «Свати» в порушення закону з оригінальною російськомовною аудіодоріжкою. У своє офіційно оприлюдненій 23 липня 2021 року заяві під назвою «Позиція групи 1+1 media щодо ситуації, яка склалася на ТВ-ринку [sic]» 1+1 media пояснює своє рішення щодо відмови дублювати іншомовні фільми українською, заявивши що дубляж українською серіалу, «не до вподоби їхнім глядачам» і що надалі 1+1 media буде транслювати усі фільми та серіали мовою оригіналу (тобто російською) а до трансляції українськомовного контенту фільмів та серіалів медіагрупа буде «переходити поступово».
Ролі дублювали: Катерина Сергеєва, Дмитро Завадський, Олена Узлюк Ірина Дорошенко, Ярослав Чорненький, Олена Яблочна та інші.

## Нагороди
- 2011 — Телетріумф у номінації «Телевізійний художній серіал»
- 2010 — Телетріумф у номінації «Телевізійний художній серіал»

## Список сезонів

### Свати (2008)
- Прем'єра першого сезону в Україні відбулась 28 грудня 2008 року на телеканалі «Інтер». Кількість серій: 2.
- Прем'єра першого сезону в Росії відбулась 16 грудня 2009 року та телеканалі «Росія-1». Кількість серій: 2.

Молоде подружжя вирушає в Італію на відпочинок, а п'ятирічну доньку Женю залишають батькам, але ті відмовляються. До онучки приїжджають батьки і Марії, і Максима. Вони вихідці з різних соціальних шарів (батьки Маші — Валя і Іван — звичайні сільські жителі, а батьки Максима — Ольга і Юрій — міські інтелігенти). З'ясовується, що вони не люблять одне одного, коли опиняються в будинку вчотирьох, у них виникає конфлікт інтересів. Починається боротьба за увагу онуки.

### Свати 2 (2009)
- Прем'єра другого сезону в Україні відбулась 10 листопада 2009 року та телеканалі «Інтер». Кількість серій: 2.
- Прем'єра другого сезону в Росії відбулась 17 грудня 2009 року та телеканалі «Росія-1». Кількість серій: 2.

Напередодні 8 березня Марія на останньому місяці вагітності, у неї з Максимом криза у стосунках. У це втручається їхня шестирічна донька Євгенія, що знаходить вирішення — викликає своїх бабусь і дідусів. Свати намагаються примирити дітей, і результаті вони доводять сім'ю до розлучення. Але загальними зусиллями відновлюють те, що зіпсували.

### Свати 3 (2009)
- Прем'єра третього сезону в Україні відбулась 11 листопада 2009 року та телеканалі «Інтер». Кількість серій: 12.
- Прем'єра третього сезону в Росії відбулась 18 грудня 2009 року та телеканалі «Росія-1». Кількість серій: 12.

Пройшло декілька місяців з подій другої частини. Подружжя Ковальових і новонароджені малюки летять у Нідерланди, а Євгенію відправляють у село Кучугури, до дідуся і бабусі. До них приїздять Ковальови, щоб допомогти наглядати за внучкою.
В історії з'являється друг, кум і сусід Івана Будько — Дмитро Олександрович Буханкін (Мітяй). Сватам доводиться вести здоровий спосіб життя: не пити спиртного, не палити і не їсти після 18:00.

### Свати 4 (2010)
- Прем'єра четвертого сезону в Україні відбулась 15 листопада 2010 року та телеканалі «Інтер». Кількість серій: 16.
- Прем'єра четвертого сезону в Росії відбулась 22 листопада 2010 року та телеканалі «Росія-1». Кількість серій: 16.

Курортні пригоди в Туреччині у готелі, де «все включено». Туди героїв запросили діти, що живуть у Голландії, вирішивши провести спільний відпочинок. Згодом вони приїжджають до Криму і відкривають свій готельний бізнес.

#### Новорічний епізод-мюзикл: «Новорічні свати» (2010)
Іван і Валентина вирішують зустріти Новий рік скромно, без ялинки і делікатесів у рідному селі Кучугури. Але приїздять їхні міські свати — Юрій і Ольга Ковальови з онучкою Женею. Зірки естради, що їхали на корпоративи, застрягли в селі через снігопад. У готелях не вистачає місць і свати пропонують їм свої послуги.

### Свати 5 (2011)
- Прем'єра п'ятого сезону в Україні відбулася 5 грудня 2011 року на телеканалі «Інтер». Кількість серій: 16[22].
- Прем'єра п'ятого сезону в Росії відбулася 19 грудня 2011 року на телеканалі «Росія-1». Кількість серій: 16.

З моменту останніх подій пройшло вісім років. Юрій Анатолійович Ковальов помер. Молоді Ковальови — Максим і Маша — весь цей час жили в Нідерландах, вони вирішили повернутися на батьківщину. Бабусі й дідусь чекали зустрічі, але ніхто не очікував побачити онуку у стилі гота. На все літо дві онучки і онук потраплять до подружжя Будько та Ольги Ковальової, яка має стосунки з другом покійного чоловіка — Олександром Берковичем.
Зйомки п'ятого сезону серіалу проходили з 15 червня (25 квітня) по 29 жовтня 2011 року в Києві та в околицях міста. Актор Анатолій Васильєв, який грав у попередніх «Сватах» Юрія Анатолійовича Ковальова, відмовився зніматися в п'ятому сезоні через розбіжності із Федором Добронравовим і режисером Андрієм Яковлєвим.
У «Сватах 5» прозвучали три пісні, пісню з якої починається кожна нова серія, заспівав актор Федір Добронравов. Пісня «Там, де клен шумить» прозвучала в 12 серії, заспівав її також Федір Добронравов. Пісню «Мій календар», що прозвучала в кінці останньої серії, заспівала актриса Анна Кошмал у дуеті з Федором Добронравовим.

### Свати 6 (2013)
- Прем'єра шостого сезону в Україні відбулася 11 березня 2013 року на телеканалі «1+1». Кількість серій: 16.
- Прем'єра шостого сезону в Росії відбулася 1 жовтня 2013 року на телеканалі «Росія-1». Кількість серій: 16.

Події відбуваються через пів року після подій попереднього сезону. У шостому сезоні сюжет охоплює цілий рік.

### Свати 7 (2021)
- Кількість серій: 9.

Женя стала дорослою, а бабусі і дідусь допомагають їй на життєвому шляху. Сватів чекають подорожі, цього разу до Білорусі та Грузії. У 6-7 серіях показана молодість Івана та Валентини Будько, як складалося їхнє раннє сімейне життя. В кінці сезону Женя одружується з англійцем Джеком, а у Каті і Льоші народжується син.

## Антиукраїнські та протизаконні дії акторів серіалу та заборона в Україні
23 листопада 2017 року у ЗМІ з'явилась інформація про можливу заборону серіалу через участь у ньому Федора Добронравова через його підтримку окупації Криму. На захист серіалу виступили Наталія Поклонська та автор ідеї Володимир Зеленський.
28 листопада Міністерство культури України внесло російського актора Федора Добронравова, який грав головну роль у серіалі «Свати», до переліку осіб, що створюють загрозу нацбезпеці України. 29 листопада Державне агентство України з питань кіно скасувало державну реєстрацію «Сватів».
10 січня 2018 року телеканал «1+1» оскаржив у суді внесення Добронравова до вищезазначеного списку.
27 березня 2019 року Київський окружний суд визнав протиправними дії СБУ з «підготовки довідки щодо заборони в'їзду Федору Добронравову до України», а також скасував постанову Мінкульту України та Державного агентства з питань кіно України про «анулювання ліцензії на показ деяких фільмів».
Пізніше громадські активісти закликали СБУ подати апеляцію і добитися скасування рішення Київського окружного суду. Згодом, на початку квітня 2019 року, речниця СБУ Олена Гітлянська офіційно підтвердила, що СБУ оскаржить рішення суду про скасування заборони на в'їзд в Україну російському акторові зі «Сватів» Добронравову.
Згодом стало відомо, що Добронравов планує повторно незаконно відвідати Крим, а саме в Керчі 8 квітня 2019 року у складі театральної трупи він збирається зіграти у виставі «Пастка для чоловіка». У середині квітня 2019 року українські журналісти підтвердили що Добронравов таки це зробив і двічі порушив кордони України відвідавши Крим у квітні 2019 року.
12 квітня 2019 року стало відомо, що саме адвокат Сергій Кальченко, офіційний представник Володимира Зеленського на виборах Президента 2019 року, від імені ТОВ «Кіноквартал» допомагав скасувати заборону на в'їзд актору зі «Сватів» Добронравову під час позову до Окружного адміністративного суду міста Києва проти Мінкульту, Держкіно та СБУ.
15 травня 2019 року Шостий апеляційний адміністративний суд Києва не задовольнив апеляційні скарги Служби безпеки України та Державного агентства з питань кіно на рішення суду про зняття заборони із серіалу «Свати» та скасування заборони на в'їзд в Україну російському актору Федору Добронравову. Після цього ГО «Відсіч» та значна кількість патріотично-налаштованих членів суспільства засудили повернення на українські екрани скандального серіалу з російськими акторами, які відкрито порушують закони України та дозволяють собі принижувати українців.

Згодом, 12 червня 2019 року, Експертна комісія Держкіно відмовилася видавати прокатне посвідчення на 2-й сезон телесеріалу, зокрема через його українофобство, оскільки
…серіал розвиває в українців комплекс меншовартості, принижує їхню гідність, оскільки родина героїв з українським прізвищем виглядає менш освіченою, «селюками», на відміну від родини з російським прізвищем.
Не зважаючи на відмову Держкіно у прокатному посвідченні на 2-й сезон серіалу, Студія «Квартал 95» та 1+1 згодом анонсували що серіал відновлює трансляцію на 1+1 з 1 липня 2019 року, оскільки в 1+1 нібито є прокатні посвідчення на 1-й та 6-й сезони.
На початку липня 2019 року, після того, як 1+1 відновило показ 6-го сезону серіалу на своєму телеканалі з 1 липня, низка громадських організацій звернулись до Держкіно з проханням анулювати прокатне посвідчення серіалу «Свати», оскільки серіал підпадає під низку законів про заборону на показ в Україні проросійських пропагандистських телесеріалів (в телесеріалі з'являється російська державна символіка, є позитивне зображення працівників правоохоронних органів РФ (країни-агресора) тощо). Згодом, після закликів громадськості заборонити показ проросійського телесеріалу, один з членів експертної комісії при Держкіно Сергій Стуканов повідомив, що прокатне посвідчення в Україні до решти сезонів серіалу «Свати» може незабаром бути анульовано Держкіно.
Згодом, Голова Держкіно Пилип Іллєнко попросив президента України Володимира Зеленського ухвалити рішення щодо подальшої долі серіалу «Свати», який з 1 липня 2019 року повернувся в ефір телеканалу «1+1», й назвав «серіал „Свати“ — липецькою фабрикою Зеленського». За словами голови Держкіно, «питання показу в Україні проросійського серіалу „Свати“ виходить за межі юридичного аспекту, а лежить в площині моральній та політичній».
У червні 2019 року СБУ за рішенням суду зняла заборону на в'їзд актору серіалу «Свати» Федору Добронравову. Пізніше, 23 серпня 2019 року, СБУ зробило публічну заяву що «у СБУ не має інформації щодо порушень при перетині кордону з Кримом російськими акторками серіалу „Свати“ Олесею Железняк і Тетяною Кравченко».
З 24 лютого 2022 року усі 7 сезонів були остаточно заборонені до показу на всій території України.

## Музика серіалу
Музичні композиції, виконані в серіалі акторами:
- «Літо змінило географію» (виконує Федір Добронравов) — заставка 3 сезону
- «Два квитки в літо» (автор Андрій Ільков, композитор Олександр Удовенко, виконують Людмила Артем'єва та Федір Добронравов) — заставка 4 сезону
- «Занавесочки» (автор і композитор Михайло Максимов, виконують Людмила Артем'єва, Анатолій Васильєв, Тетяна Кравченко та Федір Добронравов) — 6 серія 4 сезону
- «Квіточка» (автор Андрій Ільков, композитори Андрій Ільков та Олександр Удовенко, виконують Ганна Саліванчук та Софія Стеценко) — 10 серія 4 сезону та 5 серія 5 сезону (інструментал)
- Де ж ти був? (автори Андрій Ільков та Дмитро Козлов, композитор Олександр Удовенко, виконують Олеся Железняк та Микола Добринін) — 14 серія 4 сезону та 2 серія 7 сезону (аранжування)
- «Ну нехай» (автор і композитор Андрій Ільков, виконують Людмила Артем'єва, Анатолій Васильєв, Тетяна Кравченко, Федір Добронравов, Микола Добринін та Софія Стеценко) — фінальна пісня 4 сезону
- «Втеча в літо» (виконує Федір Добронравов) — заставка 5 сезону
- «My Ariel» (виконують Олександр Удовенко, Ганна Кошмал та група «Night Angel») — 3 серія 5 сезону
- «Там де клен шумить» (автори музики Юрій Ігнатович Акулов та Леонтій Павлович Шишко виконують Людмила Артем'єва, Олександр Феклістов, Федір Добронравов, Тетяна Кравченко, Олеся Железняк, Ганна Кошмал, Костянтин Чорнокрилюк та Анна Поліщук
- «Мій календар» (композитор Олександр Удовенко, поет Дмитро Козлов, виконують Федір Добронравов та Ганна Кошмал) — фінальна пісня 5 сезону
- «Все повториться» (композитор Олександр Удовенко, поет Олександр Брагін, виконують Федір Добронравов та Ганна Кошмал) — заставка 6 сезону
- «Сни» (композитор Олександр Удовенко, поет Дмитро Козлов, виконує Ганна Кошмал) — 5 серія 6 сезону
- «Романс» (автор Дмитро Козлов, композитор Олександр Удовенко, виконує Людмила Артем'єва) — 5 серія 6 сезону
- «Пісня про хліб» (виконує Федір Добронравов та інші) — 8 серія 6 сезону
- «Мій маленький оркестр» (виконує Анна Кошмал) — 11 серія 6 сезону
- «Бабине літо» (виконує Федір Добронравов) — 12 серія 6 сезону
- «Я без тебе ніхто» (виконують Анна Кошмал та Андрій Бірін) — 13 серія 6 сезону
- «Впав останній лист» (виконує Федір Добронравов) — 14 серія 6 сезону
- «Буковель» (виконують Федір Добронравов, Олександр Феклістов, Тетяна Кравченко, Ганна Кошмал, Марина Сердешнюк, Костя Чорнокрилюк, Аня Поліщук) — 16 серія 6 сезону
- «Радісний смуток» (композитор Олександр Удовенко, поет Дмитро Козлов, виконують Федір Добронравов та Ганна Кошмал) — фінальна пісня 6 сезону

## Критика
На IMDb рейтинг серіалу складає 6,3 бали з 10. За підсумками опитування Всеросійського центру вивчення громадської думки 2011 року, «Свати» були найпопулярнішим серіалом серед росіян, 12 % опитаних назвали його найкращим серіалом.

Критик Лєна Чиченіна в матеріалі для «Детектора медіа» називає серіал «трагікомедією, яка цього не визнає» та «одним з найбільш суперечливих явищ в українському маскульті». Вона зауважує, що «чоловіки в серіалі майже всі п'ють, сваряться з дружинами, дружини постійно жаліються на чоловіків, усі всіма весь час невдоволені» і що, попри українське виробництво, серіал має абсолютно російський сюжет. «Свати» за її визначенням — це продукт, цілком вироблений в Україні, проте зроблений таким чином, щоб догодити російським глядачам, пропагуючи не просто чужі, а шкідливі цінності. Він запевняє, що постійні сварки та приниження в сімейному житті — це норма, і ніяк цього не засуджує. Як зазначалося в рецензії,
Серіал «Свати» неймовірно толерує й навіть пропагує свинське ставлення людей одне до одного. Особливо це проявляється в зображенні подружніх пар і доходить апогею у випадку Валюхи та Івана.
Також підкреслювалося, що персонажі згадують типово російські реалії, як-от відсутній в Україні закон про «образу релігійних почуттів», чи вказують Петербург «культурною столицею».
Український журналіст Андрій Куликов у матеріалі «РБК-Україна» описував «Сватів» так: «Реального українського життя — з плюсом або мінусом — там немає. Нав'язується думка, що на пострадянському просторі „ми всі [українці та росіяни] однакові“».

Російське інтернет-видання «Meduza» писало:
По суті, «Свати» з самого початку замислювалися як історія про подолання відмінностей між містом і селом, інтелігентами та робітниками, бумерами та зумерами (нехай наприкінці нульових таких слів ні в Україні, ні в Росії ніхто не знав).
Але серіал, на думку видання, вийшов повний стереотипів про різні народи і насичений прикладами того як діти копіюють погану поведінку батьків, приймаючи мораль, що погана родина краще, ніж бути самим. «Чоловік п'є, дружина пиляє. Яке ж це кохання?» «Ну ось таке кохання, — відбиває Іван Степанович, — живуть і довго живуть». «У цьому діалозі — вся філософія відносин, за версією ситкому». Зауважувалося і замовчування місця проживання головних персонажів:
Де живуть свати, в Україні чи Росії — автори принципово не повідомляють. Герої їздять машинами з російськими номерами, жартують про російські закони (на кшталт заборони на «пропаганду гомосексуальності»). Але ситком знімали у Києві — і в міських епізодах іноді з'являються місцеві пам'ятки. Гроші у сьомому сезоні взагалі рахують у доларах.
Загалом «Свати», з позиції «Meduza», попри їхню популярність, «прикра норма» для російськомовного продукту.
Російський сайт «Кіноцензор» надає статистику, що серіал «Свати» найбільше містить «пропаганду злочинного способу життя, девіантної та аморальної поведінки» (на це вказують 34 % глядачів), «споживацтва, культу грошей, гедонізму та індивідуалізму» (34 %) та «безвідповідальності й інфантилізму» (43 %). 47 % проголосували за те, що серіал не містить шкідливої пропаганди.
Володимир Зеленський коментував існування серіалу:
«Свати» — це український серіал, який знімався в нашій країні, давав роботу сотням українських кінематографістів, поповнював державний бюджет України. Ми наполягаємо на тому, що це український продукт, всупереч висловлюванням деяких державних чиновників від кіно.